# 皮埃爾·科雄
皮埃爾·科雄（Pierre Cauchon，發音：[pjɛʁ koʃɔ̃]；1371年—1442年12月18日），是一名英法百年战争时代的法国政治、宗教人物，是勃艮第公国的支持者。科雄少年时曾就读于巴黎大学，成绩优异。1403年，皮埃爾·科雄成为巴黎大学校长。他曾于1420年到1432年担任天主教博韋教區主教。科雄曾主导了对聖女貞德異端審判，判处她火刑。在阿拉斯会议期間，勃艮第公国與法國同盟共同對抗英格蘭時，科雄仍然支持途中宣布退出會議的英格蘭。1442年，科雄因心臟衰竭逝世。1456年，他对贞德的判决和指控被天主教会時任教宗加理多三世推翻。